# Route nationale 776
Pour les articles homonymes, voir Route 776.
La route nationale 776 ou RN 776 était une route nationale française reliant Kerchou au Mont-Saint-Michel. À la suite de la réforme de 1972, le tronçon de Kerchou à Pont-Réan a été déclassée en RD 776, à l'exception de la section La Croix-Rouge - Bohal qui a été reprise par la RN 166 depuis  que cette dernière a été ouverte en voie express ; celui de Rennes à Pontorson a été repris par la RN 175, mais cette dernière aura été déclassée en RD 175 en Ille-et-Vilaine ; celui de Pontorson au Mont-Saint-Michel a été déclassé en RD 976, la RN 776 passait par la digue du Mont-Saint-Michel entre Beauvoir et le Mont-Saint-Michel.

## Ancien tracé de Kerchou au Mont-Saint-Michel

### Ancien tracé de Kerchou à Pont-Réan (D 776, N 166)
- Kerchou, commune d'Elven
- La Croix-Rouge, commune du Cours
- Bohal
- Malestroit
- Réminiac
- Monteneuf
- Guer, où elle rencontrait la RN 772
- Malaunay, commune de Maure-de-Bretagne
- La Chapelle-Bouëxic
- Pont-Réan, commune de Guichen, où elle rencontrait la RN 177

### Ancien tracé de Rennes au Mont-Saint-Michel (D 175, N 175 & D 976)
- Rennes
- Betton
- Chevaigné
- Saint-Aubin-d'Aubigné
- Romazy
- Tremblay
- Antrain
- Pontorson
- Beauvoir
- Le Mont-Saint-Michel